# Кристина (роман)
«Кристи́на» (англ. Christine) — восьмой роман американского писателя Стивена Кинга в жанре ужасов. Был опубликован 29 апреля 1983 года. В том же году был экранизирован режиссёром Джоном Карпентером.
На русский язык роман впервые был переведён в 1993 году с сокращениями. Полный перевод (без сокращений) был выпущен только в 2015 году.

## Сюжет
Роман разделён на три части. Повествование в первой и третьей частях ведётся от лица Денниса Гилдера, который описывает историю своеобразного «любовного треугольника» между его другом Арнольдом, его девушкой Ли и автомобилем.
Действие романа начинается в августе 1978 года в городе Либертивилле (Пенсильвания). 17-летний Арнольд Каннингем — молодой человек, над которым смеялись знакомые (кроме его единственного друга Денниса). Возвращаясь с работы домой, Арнольд замечает брошенный и разбитый автомобиль «Plymouth Fury» 1958 года выпуска и говорит Деннису остановиться. Во время осмотра автомобиля к парням подходит Роланд Д. Лебэй, говорит им, что автомобиль зовут «Кристина» и что он продаёт его. Несмотря на уговоры Денниса, Арнольд приобретает автомобиль за $ 250. Родители недовольны покупкой сына и просят его забрать деньги у Лебэя и вернуть автомобиль, но Арнольд отказывается и ссорится с родителями.
Арнольд находит гараж, где он содержит и восстанавливает «Кристину». Вскоре у Арнольда состоялась неприятная встреча с хулиганом Кларенсом («Бадди») Реппертоном — тот угрожал парню ножом, и это заметил учитель; Реппертона в итоге выгоняют из школы, и он обещает отомстить Арнольду. Также многие начали замечать, что Каннингем изменился — с его лица исчезли прыщи, но при этом в его характере появились злоба, ненависть и агрессия (особенно в адрес тех, кто говорит, что ему надо избавиться от автомобиля). У юноши накаляются отношения с родителями (отцом Майклом и матерью Региной) и постепенно у него появляются мысли, что смысл жизни его родителей в том, чтобы испортить ему жизнь. Вскоре бывший хозяин «Кристины» (Роланд Д. Лебэй) умирает и Арнольд с Деннисом идут на похороны, где встречают его брата Джорджа, который также советует Арнольду избавиться от «Кристины». Беспокоясь за друга, Деннис устраивает встречу с Джорджем, во время которой тот рассказывает ему о брате — в характере Роланда также были злоба, ненависть и агрессия, он также влюбился в «Кристину» в момент покупки, а позже в этом автомобиле погибли его жена Вероника и 6-летняя дочь Рита (дочь погибла, подавившись кусочком гамбургера, а жена покончила жизнь самоубийством).
Вскоре у Арнольда появилась девушка — Ли Кэбот, которая начинает ревновать его к автомобилю. На футбольном матче Деннис получает травму спины и ломает ногу и руку. В больнице его мучают ночные кошмары про пытающуюся его задавить «Кристину».
Во второй части романа повествование идёт не от лица Денниса. Арнольд полностью отремонтировал автомобиль и отогнал его домой, но мать говорит, что не потерпит его стоящим во дворе их дома. Арнольд устраивает скандал и тогда отец предлагает ему поставить «Кристину» на автостоянке в аэропорту, что парень и делает. Вскоре банда Реппертона совершает акт мести Каннингему — Кларенс узнаёт, где стоит его автомобиль (охранником автостоянки оказывается Сэндер Гэлтон, один из членов банды) и со своей бандой разбивает его. На следующий день Арнольд видит «Кристину» разбитой и приходит в дикую ярость. После этого члены банды Реппертона погибают один за другим — Питер Уэлч и Дональд Ванденберг гибнут под колёсами самовосстановившейся «Кристины», а Реппертон, Ричард Трелони и Роберт Стэнтон погибают в автокатастрофе, пытаясь уйти от «Кристины»; последний член банды (Сэндер Гэлтон) успевает сбежать из города в неизвестном направлении. В гибели банды Реппертона обвиняют Арнольда, его задерживает полиция, но вскоре отпускает из-за недостатка улик. До этого, во время очередного свидания Ли и Арнольда, «Кристина» пытается убить Ли (она также давится кусочком гамбургера, как и Рита Лебэй), но её спасает Барри Готтфрид — случайный попутчик, ранее подобранный Арнольдом на дороге.
В третьей части романа повествование снова идёт от лица Денниса. Ли приходит к нему и говорит, что беспокоится за Арнольда — он постарел, всегда в плохом настроении и вечно злится. Три недели они изучают биографию Роланда Д. Лебэя и историю «Кристины» и замечают, что Арнольд имеет схожие с Лебэем почерк и лексикон и начал носить такой же корсет, как и Лебэй; Деннис и Ли понимают, что в юношу вселился призрак старика. Арнольд узнаёт, что Ли тайно приходит к Деннису, и настраивает «Кристину» против неё. Арнольд и Деннис встречают Новый (1979) год.
После гибели от странных наездов Уильяма Дарнелла (владельца гаража, в котором Каннингем ремонтировал «Кристину») и Рудольфа Дженкинса (частного детектива, допрашивавшего Каннингема по делу о гибели банды Реппертона) Деннис предлагает Арнольду, чтобы тот привёз автомобиль в гараж Дарнелла, а Деннис приведёт Ли; он соглашается. Добыв машину-ассенизатор, Деннис и Ли прибывают в гараж Дарнелла, но оказалось, что «Кристина» поджидала их и начинает охоту за Ли, в ходе которой из её салона выпадает тело Майкла Каннингема (отца Арнольда). Деннис несколько раз ударил «Кристину» ассенизатором и вскоре теряет сознание. Он приходит в себя спустя 15 минут и Ли говорит ему, что вызвала скорую помощь и полицию, но повреждённая «Кристина» начала восстанавливаться. Деннис снова заводит ассенизатор и разносит «Кристину» в клочья, после этого опять потеряв сознание от боли в ранее травмированных ноге и руке. Когда он приходит в себя в больнице, детектив Ричард Мерсер расспрашивает его о произошедшем и сообщает ему, что Арнольд и Регина Каннингемы погибли в автокатастрофе по вине духа Лебэя.
После похорон семьи Каннингемов Деннис и Ли встречались 2 года, но позже расстались; Ли впоследствии вышла замуж, родила детей и переехала в Нью-Мексико.
В финале романа по прошествии четырёх лет после гибели Каннингемов Деннис вычитывает в газете статью о странном наезде под Лос-Анджелесом, в котором погиб работник кинотеатра; погибшим оказывается Сэндер Гэлтон (последний участник банды Реппертона) и он был сбит автомобилем. Деннис с ужасом понимает, что «Кристина» восстановилась и теперь разыскивает его и Ли, чтобы отомстить.

## Персонажи
- «Кристина» — кроваво-красный автомобиль модели «Plymouth Fury» 1958 года выпуска, главный герой повествования. Имя дано первым хозяином (Роландом Д. Лебэем) и становится пристанищем духа хозяина после его смерти. Через автомобиль Лебэй воздействует на сознание Арнольда, вытесняя оттуда его собственную личность. Автомобиль обладает способностью самовосстанавливаться после повреждений.
- Арнольд (Арни) Каннингем — 17-летний способный юноша, школьный изгой из-за своих характера и внешности. Никогда не шёл на конфликт с родителями, хотя уже практически уверился, что их отношение к нему пойдёт ему только во вред. Сильно страдал из-за прыщей на лице и сам считал себя изгоем, несмотря на дружбу с Деннисом.
- Деннис Гилдер — друг Арнольда. Обычный парень его возраста, добрый, достаточно тонко чувствующий и вполне благополучный человек.
- Ли Кэбот — приезжая девушка, влюбившаяся в Арнольда, внешне очень красивая. Когда она поняла, что Арнольд легко может пожертвовать ей в угоду «Кристине», разорвала с ним отношения, хотя ей и было тяжело. Впоследствии 2 года встречалась с Деннисом, но их отношения не выдержали груза прошлого.
- Роланд Д. Лебэй — 71-летний старик, бывший военный, первый хозяин «Кристины». Мизантроп, с течением времени всё больше и больше ненавидевший людей. Потерял жену Веронику и дочь Риту по вине «Кристины». Расставшись с автомобилем, практически сразу умер, но его душа вселилась в автомобиль.

## Отличия «Кристины» от настоящего «Plymouth Fury»

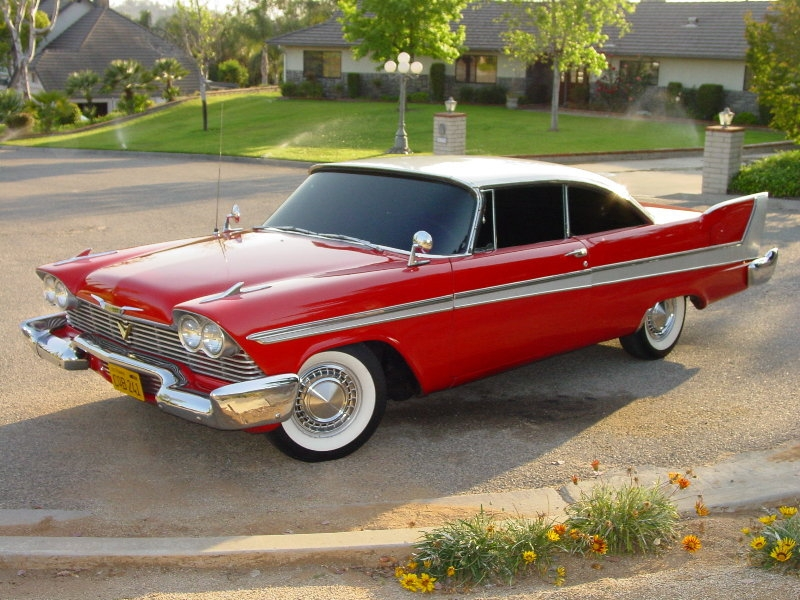
Одна из двух моделей «Кристины», снятая в экранизации

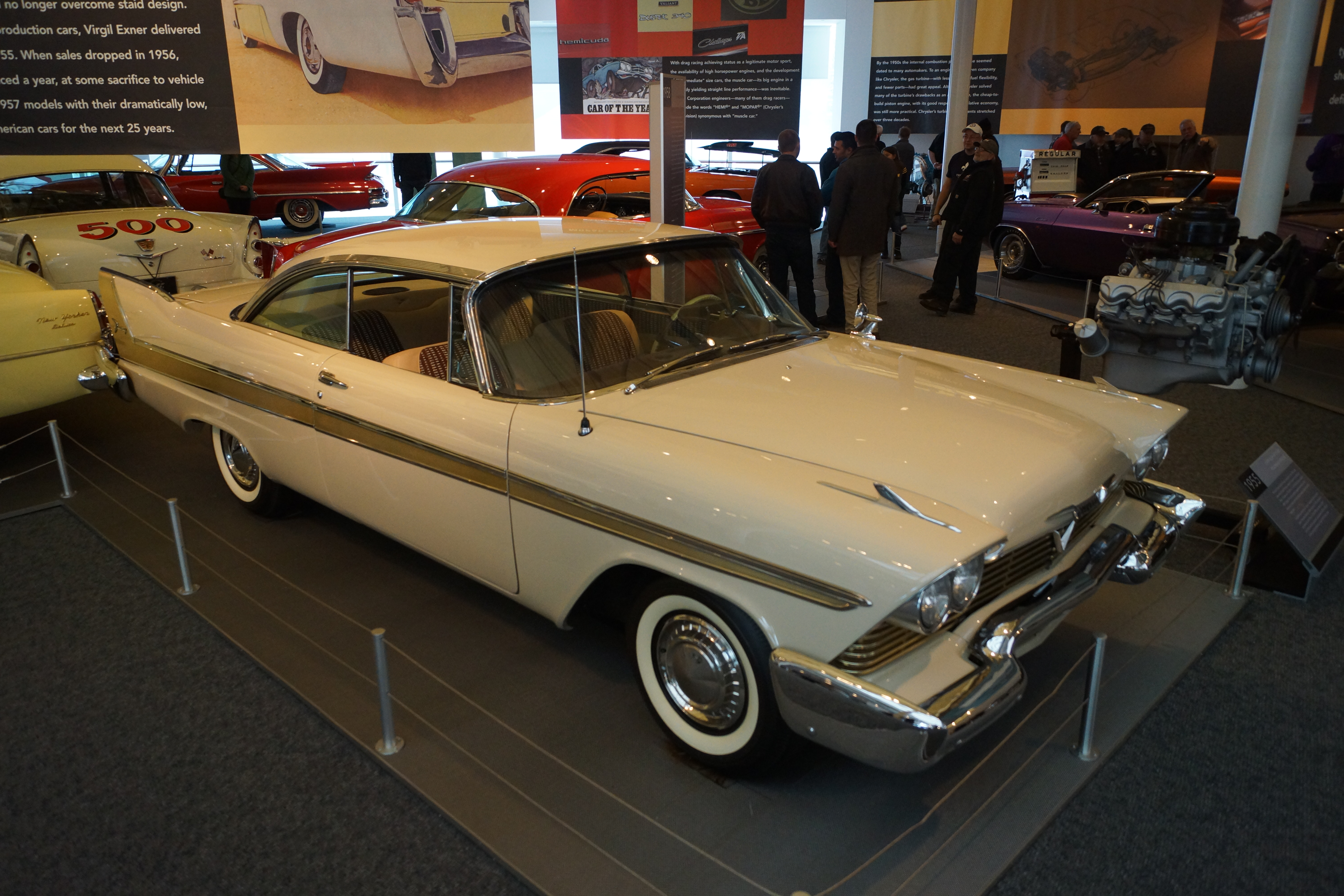
Настоящий «Plymouth Fury» 1958 года

По словам Стивена Кинга, для роли «Кристины» он искал автомобиль внешне эффектный, но ещё не обладающий статусом культового в глазах американского читателя. Предположительно, выбор пал на «Plymouth Fury» из-за агрессивного названия модели («fury» в переводе с английского — «ярость»). Однако в романе при описании «Кристины» допущено много неточностей — деталей, нехарактерных для модели именно 1958 года:
- В романе несколько раз упоминается, что «Кристина» была 4-дверным автомобилем, хотя в 1958 году «Plymouth Fury» выпускался только в 2-дверном кузове (в некоторых поздних изданиях романа «Кристина» уже была указана 2-дверной).
- В том же 1958 году «Plymouth Fury» ещё не красили в красный цвет — для покупателей был доступен только светло-бежевый цвет. Когда Кингу ещё в процессе написания романа указали на эту ошибку, он вышел из положения, написав, что «Кристина» стала красной по персональному заказу Роланда Д. Лебэя. Полную кузовную и цветовую гамму «Plymouth Fury» получил только в 1959 году, когда он имел уже значительно изменённый дизайн.
- Скорость «Кристины» в романе описывается так: «…и спидометр, размеченный до невообразимых 120 м/ч. Ну когда машины развивали такую бешеную скорость?». В 1958 году до 120 м/ч размечались спидометры более дешёвых автомобилей марки «Plymouth» — «Plaza», «Savoy» и «Belvedere»; спидометр «Fury» был размечен до 150 м/ч.
- Упоминаемый в романе «рычаг коробки-гидраматика» также не соответствует действительности. Модель АКПП «Hydramatic» разработала и выпускала «General Motors», а на автомобилях от «Chrysler» использовалась АКПП «Torqueflite», которая управлялась не рычагом, а кнопочным селектором на приборной панели слева от руля.
- При экранизации романа был допущен анахронизм — когда «Кристина» запирает Ли в собственном салоне, камера показывает, как на её дверях опускаются кнопки блокировки дверей. В 1958 году на автомобилях «Plymouth» не было таких кнопок, а двери блокировались поворотом внутренней дверной ручки (как на автомобилях «Москвич»). Кнопки блокировки дверей на автомобилях «Plymouth» появились только в 1962 году; в экранизации кнопки были добавлены намеренно для большей наглядности сцены.

## Отсылки к другим произведениям Кинга
- Сам Стивен Кинг обыгрывал схожую тему в своих рассказах «Мясорубка», «Грузовики» и «Грузовик дяди Отто», а также в романе «Почти как „бьюик“».
- В романе «Оно» «Plymouth Fury» 1958 года фигурирует как автомобиль, на котором взрослый Генри Бауэрс сбегает из психиатрической лечебницы. В этом романе также упоминаются четыре двери, красный цвет кузова и «рычаг коробки-гидраматика», а также «двигатель „V-8 327“ мощностью в 255 лошадиных сил», который на самом деле никогда не ставился на «Plymouth Fury» (и вообще не существовал); он оснащался только 290-сильным «Dual Fury V-800» и 305-сильным «Golden Commando».
- В романе «11/22/63» Кинг упоминает «Кристину» как автомобиль, который Джейкоб Эппинг увидел первым после перемещения в 1958 год и потрогал его капот на удачу, а также как автомобиль Джона Клейтона, бывшего мужа Сейди Данхилл (при этом он того же цвета, что и «Кристина»).
- В фильме «Тёмная башня» 2017 года один из второстепенных персонажей играет с игрушечной версией «Кристины».
- В романе «Противостояние» герои находят старый «Plymouth Fury» 1958 года с ключами зажигания, на которых выбиты инициалы А. К. (Арнольд Каннингем).
- В романе «Мистер Мерседес» упоминается экранизация «Кристины» как фильм ужасов об автомобиле, который может сам завестись.

## Адаптации

### Экранизация 1983 года
9 декабря 1983 года на экраны вышла экранизация романа, снятая режиссёром Джоном Карпентером. Главные роли в ней сыграли Кит Гордон (Арнольд Каннингем), Джон Стоквелл (Деннис Гилдер) и Александра Пол (Ли Кэбот).

### Новая экранизация
В июне 2021 года киностудии «Sony Pictures» и «Blumhouse Productions» объявили о начале разработки новой экранизации романа. Сценаристом и режиссёром фильма назначен Брайан Фуллер, продюсерами выступят Джейсон Блам, Винченцо Натали и Стивен Хобан.

## Отражение в культуре
- В фильме «Кошачий глаз» по рассказам Стивена Кинга в начальной сцене появляется красный «Plymouth Fury» 1958 года с наклейкой на заднем бампере «Watch out for me. I am Pure Evil. I am Christine» («Берегись меня. Я — чистое зло. Я — Кристина»).
- В фильме «Верхом на пуле» по одноимённому рассказу Кинга также представлен красный «Plymouth Fury», но уже модели 1960-го года и на нём едет Джордж Стауб.
- Идея «транспорта-убийцы» фигурировала и в других фильмах и сериалах:
  - В 1977 году на экраны вышел фильм «Автомобиль», где обыгрывалась эта же тема.
  - В сериале «Сумеречная зона» есть схожие по тематике серии — «Тебе водить!» (1964 год) и «Кое-что об автомобилях» (1960 год).
  - В фильме «Гибрид» 2010 года главным антагонистом выступает автомобиль-убийца, пытающийся убить механиков автомастерской. На самом деле это эволюционная ветвь глубоководного хищного кальмара с сильно развитой маскировкой, маскировавшегося под различные автомобили, чтобы заманить людей в салон и съесть их.
  - Существует пьеса «Ломающий» (1924), но в ней в роли транспорта-убийцы выступает паровоз.
- Пародии на экранизацию романа «Кристина» присутствуют в серии «Воображляндия» мультсериала «Южный парк».
- В 1993 году во второй новелле («A Little Body of Work») 4-й серии 1-го сезона мультсериала «Байки Хранителя склепа» представлен во многом аналогичный роману Кинга и его экранизации сюжет о демоническом автомобиле, мстящем обидчикам своего владельца. В сюжете отражены конфликт владельца-школьника с подростковой компанией, самостоятельно включающийся радиоприемник и другие эпизоды, отсылающие к роману и его экранизации.
- В 1999 году Робертом Стайном был написан рассказ «Заколдованное авто», схожий по тематике с романом «Кристина».
- В 2000 году «Кристина» появляется в эпизоде фильма «Ну очень страшное кино».
- «Кристина» в роли монстра присутствует в компьютерных играх «Shin Megami Tensei II» и «Shin Megami Tensei If…».
- Также «Кристина» упоминается в:
  - мультсериале «Футурама» (серии «Anthology of Interest II» (упоминание) и «The Honking» (пародия)),
  - комедийном сериале «Малкольм в центре внимания» (серия «Malcolm’s Car»),
  - мультсериале «Братья Вентура» (серия «ORB»),
  - телесериале «Квантовый скачок» (серия «The Boogieman»),
  - мультсериале «Ужасные приключения Билли и Мэнди» (серия «Tricycle of Terror»),
  - комедийном сериале «Ned’s Declassified School Survival Guide»,
  - телесериале «Сверхъестественное» 5 сезон 5 серия; так главные герои называют автомобиль, в котором при странных обстоятельствах погиб его владелец,
  - телефильме «Акулий торнадо 4: Пробуждение»; в нём роль владельца «Кристины» сыграл Стив Гуттенберг.